# Agustín Velotti
Agustín Velotti (ur. 24 maja 1992 w Larroque, Entre Ríos) – argentyński tenisista.

## Kariera tenisowa
W roku 2010 wygrał juniorski turniej Rolanda Garrosa w grze pojedynczej chłopców, po wygranej w finale nad Amerykaninem Andreą Collarinim.
W cyklu zawodowców dwukrotnie zwyciężył w zawodach kategorii ATP Challenger Tour.
W rankingu singlowym Velotti najwyżej był na 166. miejscu (16 września 2013), a w klasyfikacji deblowej na 290. pozycji (17 czerwca 2013).

### Zwycięstwa w turniejach ATP Challenger Tour

#### Gra pojedyncza
| Nr | Data             | Turniej        | Nawierzchnia | Przeciwnik w finale | Wynik finału |
| -- | ---------------- | -------------- | ------------ | ------------------- | ------------ |
| 1. | 11 sierpnia 2013 | Rio de Janeiro | Ceglana      | Blaž Rola           | 6:3, 6:4     |
| 2. | 4 września 2016  | Kurytyba       | Ceglana      | André Ghem          | 6:0, 6:4     |